# Lago Heights
Lago Heights – miejscowość (plaats) w strefie Lago/Esso Heights, w regionie Sint Nicolaas-Zuid w południowo-wschodniej części kraju autonomicznego Aruba, należącego do Holandii, w Ameryce Południowej. 
Znajduje się tutaj prywatne Muzeum Modelarstwa Kolejowwego (Aruba Modeltreinenmuseum).